# Echinoptilum echinatum
Echinoptilum echinatum är en korallart som först beskrevs av Kükenthal 1910.  Echinoptilum echinatum ingår i släktet Echinoptilum och familjen Echinoptilidae. Inga underarter finns listade i Catalogue of Life.